# Protab
Protab (Sociedad Productora de Programas de Televisión, Ltda.) fue una productora de televisión de Chile existente durante las décadas de 1960 y 1970, considerada como la gestora del género de las telenovelas en dicho país. Sus estudios se ubicaban en Tarapacá 752, en el centro de Santiago de Chile, y poseía uno de los primeros equipos móviles de televisión en el país.

## Historia
Los orígenes de Protab se encuentran en Protel (Promoción, Propaganda y Televisión Ltda.), empresa creada en 1962 —constituida oficialmente mediante escritura pública el 14 de enero de 1963— y ligada a Canal 13, la cual era distribuidora y comercializadora del material fílmico envasado proveniente del extranjero tales como series de televisión y telenovelas; también estuvo encargada del revelado del material fílmico periodístico utilizado en el informativo El repórter Esso, emitido por Canal 13, y de la operación de los equipos de filmación del Campeonato Mundial de Esquí Alpino de 1966, realizado en Portillo. El 11 de agosto de 1967, Osvaldo Barzelatto y Ricardo Miranda crearon oficialmente Protab mediante una alianza entre Protel y la cadena estadounidense ABC, las cuales aportaron con el 52 y 48 por ciento de su capital respectivamente.
Entre algunos de los trabajadores que poseía Protab estaban el cineasta Silvio Caiozzi, director de televisión en la productora durante 1968 y 1969; Germán Becker Ureta; Helvio Soto; Patricio Kaulen, Juan Agustín Vargas, Leopoldo Contreras, José Caviedes y Arturo Moya Grau. En enero de 1969 Protab recibió un aporte de capital de ABC y que consistió en 2 camiones con laboratorios para la realización de programas de televisión en exteriores.
Hacia 1973 Protab producía programas tanto para Canal 13 como TVN, además de Canal 6 —señal temporal que tuvo la estación televisiva de la Universidad Chile producto de la toma de Canal 9— y UTE TV 11 —proyecto de canal de televisión de la Universidad Técnica del Estado que se vio truncado por el golpe de Estado del 11 de septiembre de 1973—.
La productora se declaró en quiebra en diciembre de 1977 y desapareció el 28 de junio de 1979, cuando ABC traspasó sus activos a Pan American Television and Cinema Corp. (PTC) —representada por Ricardo Miranda— y Protel traspasó las suyas a la Fundación Civitas. Una de las causas de su desaparición fue debido a que la tecnología en blanco y negro iba quedando obsoleta frente al debut de la televisión en color en Chile, y Protab no fue capaz de modernizar sus equipos.

## Programas producidos
- Antes de y después de (UCV-TV)[18]
- Ayúdeme usted, compadre (Canal 13)
- La silla eléctrica (Canal 13, 1973-1974)
- El doctor Mortis (Canal 13, 1972-1973)[19]
- El show de Silvia Piñeiro (1970)[20]
- Este Lucho sabe mucho (Canal 13, 1964)[21]
- Los compatriotas
- Dominó (Canal 13)[12]
- Contacto con las estrellas (Canal 13)[22]
- Quién soy yo (Canal 13 y TVN, 1967-1979)[22]

### Series y teleseries
- El litre 4916 (Canal 13, 1965)
- Haras La Revoltosa (Canal 13, 1966)
- Juani en sociedad (Canal 13, 1967-1972)
- El socio (Canal 13, 1968)
- Amalia (Canal 13, 1968)[23]
- El rosario de plata (Canal 13, 1969)
- La chica del bastón (Canal 13, 1969)
- Mi papá y mi mamá (TVN, 1969)
- Cuarteto para instrumentos de muerte (TVN, 1970)
- Martín Rivas (TVN, 1970)
- El padre Gallo (TVN, 1970)
- María José (Canal 13, 1975)
- La otra Soledad (Canal 13, 1975)
- J. J. Juez (Canal 13, 1975)
- Los amigos (Canal 13, 1976)
- Sol tardío (TVN, 1976)
- El padre Gallo (Canal 13, 1977)
- El secreto de Isabel (TVN, 1977)
- La Colorina (TVN, 1977)